# شهرستان تخیه‌تاش
شهرستان تخیه‌تاش (به ازبکی: Taxiatosh tumani، تخیه‌تاش تومنی)(به قره‌قالپاقی: Taqıyatas rayonı، تاقىُیاتاس رایونىُ) یک شهرستان در ازبکستان است که در جمهوری قره‌قالپاقستان واقع شده‌است. شهرستان تخیه‌تاش ۱۸۰ کیلومتر مربع مساحت و ۷۶٬۸۰۰ نفر جمعیت دارد.

## تقسیمات اداری
شهرستان تخیه‌تاش شامل یک شهر، یک شهرک، و سه شورای روستایی می‌باشد.
- شهرها (shaharlar/ شهرلر)(qalalar / قالالار)
  - تخیه‌تاش (Taxiatosh / تخیه‌تاش)(Taqıyatas / تاقىُیاتاس)

- شهرک‌ها (shaharchalar/ شهرچه‌لر)(qalashalar / قالاشالار)
  - نیمان‌کول (Naymankoʻl / نیمن‌کۉل)(Naymankól / نایمان‌كول)

- شوراهای روستایی (qishloq fuqarolar yig'inlari / قیشلاق فقرالر ییغین‌لری)(awıl puqaralar jıyınları/ آۋىُل پۇقارالار جىُیىُنلاری)
  - سرای‌کول (Saroykoʻl / سرای‌کۉل)(Saraykól / ساراي‌كول)
  - کینه‌گس (Keneges / کېنه‌گس)(Keneges / كەنەگەس)
  - نیمان‌کول (Naymankoʻl / نیمن‌کۉل)(Naymankól / نایمان‌كول)